# Éclipse solaire du 14 janvier 2029
L'éclipse solaire du 14 janvier 2029 sera la 19e éclipse partielle du XXIe siècle.

## Zone de visibilité
Elle sera visible en Amérique du Nord.